# Selabih
Selabih is een bestuurslaag in het regentschap Tabanan van de provincie Bali, Indonesië. Selabih telt 1306 inwoners (volkstelling 2010).